# John Langhorne
John Langhorne (březen 1735, Kirkby Stephen – 1. dubna 1779) byl anglický básník, kněz a překladatel. Stal se stejně jako jeho otec anglikánským knězem, dva roky byl kurátem (pomocníkem faráře) v Londýně, od roku 1776 rektorem (farářem) v Blagdonu, později prebendářem (členem kapituly) Wellské katedrály. Dvakrát se oženil, cestoval po Francii a Vlámsku.
Věnoval se také literární činnosti, je znám jako překladatel Plútarchových Životopisů. K jeho básnické tvorbě patří deskriptivní báseň o Studley Parku, Vesnický soudce (Country Justice), Bajky o Flóře (Fables of Flora). Za svého života byl poměrně známý. Jeho báseň Nápis na dvéře bibliotéky zahrnul Jaroslav Vrchlický do své antologie Moderní básníci angličtí.